# Franz John
Franz Adolf Louis John (Pritzwalk,  1872. szeptember 28.  –  Berlin, 1952. november 17.) német fényképész és sportszervező volt. Sokat lendített a délnémet labdarúgás fejlődésén és a játékvezetés terén. Az egyik alapítója volt a mára világhírű FC Bayern Münchennek, majd 1900 és 1903 között elnöke is a csapatnak.

## Élete
Franz John a Brandenburg tartomány Pritzwalk nevű városában  született  Friedrich Wilhelm és Ida John fiaként. Miután szüleivel Berlin Pankow kerületébe költözött, megízlelte a labdarúgás ízét, és a helyi VfB Pankow csapatban kezdett el játszani. Soha sem lett kiemelkedő labdarúgó, de életében meghatározó időt töltött el itt, mivel találkozott Gustav Manninggal aki hatására a Német Labdarúgó-szövetség (DFB) titkárja lett. Később Manning segített neki fellendíteni a müncheni labdarúgást, miután Jénában befejezte a fényképészi gyakorlatait. Így lett az MTV München 1879 tagja.
Az MTV München 1879 vezérkara megtiltotta Franz John számára, hogy lépéseket tegyenek a délnémet labdarúgó szövetségbe (SFV) való belépés felé, ezért tizenegy játékossal az oldalán kivált a csapatból. Ezen a napon, 1900 február 27.-én a müncheni Gisela étteremben megalapították az FC Bayern Münchent.
Vezetése alatt az FC Bayern München már az első évben csatlakozott a délnémet labdarúgó szövetségbe (SFV), és hamar nagy erőt képviselt a városi labdarúgásban. 1900 és 1903 között volt a csapat elnöke. Őt a holland Willem Hesselink követte az elnöki pozícióban. 1904-ben visszatér Pankowba, ahol megnyitja a saját fényképészi laboratóriumát. Később elnöke lesz az ifjú kori egyesületének, a VfB Pankownak. Annak ellenére, hogy az 1920-as években nem tartotta már a kapcsolatot a Bayernnel, megválasztották az egyesület tiszteletbeli elnökévé.
Magányosan halt meg 1952. november 17-én 80 évesen Pankowban (Berlinben). Nem alapított családot, nincs utódja. Elfeledett sírját Joachim Rechenberg újságíró találta meg a Berlintől 60 km-re található Fürstenwaldeban. Amikor 2000-ben az FC Bayern München fennállásának 100. évfordulóját ünnepelte a csapat, gondolt az alapítóra, és egy új sírkövet ajándékozott neki. 